# Promyk (Zamość)
Osiedle Promyk w Zamościu – jedna z szesnastu dzielnic (jednostek), na jakie podzielone jest miasto Zamość. Ciągnie się na południe od centrum miasta.
W zabudowie dominują domy jednorodzinne, z nielicznymi, niewielkimi kamienicami i blokami. Można tu wyróżnić dwa oddzielne osiedla mieszkaniowe z zabudową jednorodzinną:
- osiedle Promyk – pomiędzy ulicami: A. Asnyka i Grunwaldzka;
- osiedle Wiśniowa – na wschód od ul. Promiennej.

Znajduje się tu kilka obiektów oświaty: szkoła podstawowa (nr 7), szkoły Centrum Kształcenia Zawodowego i Ustawicznego, prywatne liceum ogólnokształcące, Medyczne Studium Zawodowe, Wyższa Szkoła Zarządzania i Administracji.
Brak tu kościołów, najbliższe położone są na Starym Mieście.
Zlokalizowanych jest kilka ważniejszych w mieście obiektów, zwłaszcza przy głównych ulicach Zamościa, tj. ul. Partyzantów (północna granica), ul. Lipska (wschodnia granica) oraz innych, ruchliwszych ulicach tej dzielnicy (ul. H. Sienkiewicza). Są to m.in. Zamojska Korporacja Energetyczna SA, wspomniana uczelnia, Inspektorat Weterynarii, dom pomocy społecznej. Znajduje się tu budynek dawnej elektrowni, w którym mieściły się restauracja-browar, a wcześniej klub muzyczny "Stara Elektrownia" (obecnie w przebudowie na apartamentowiec).

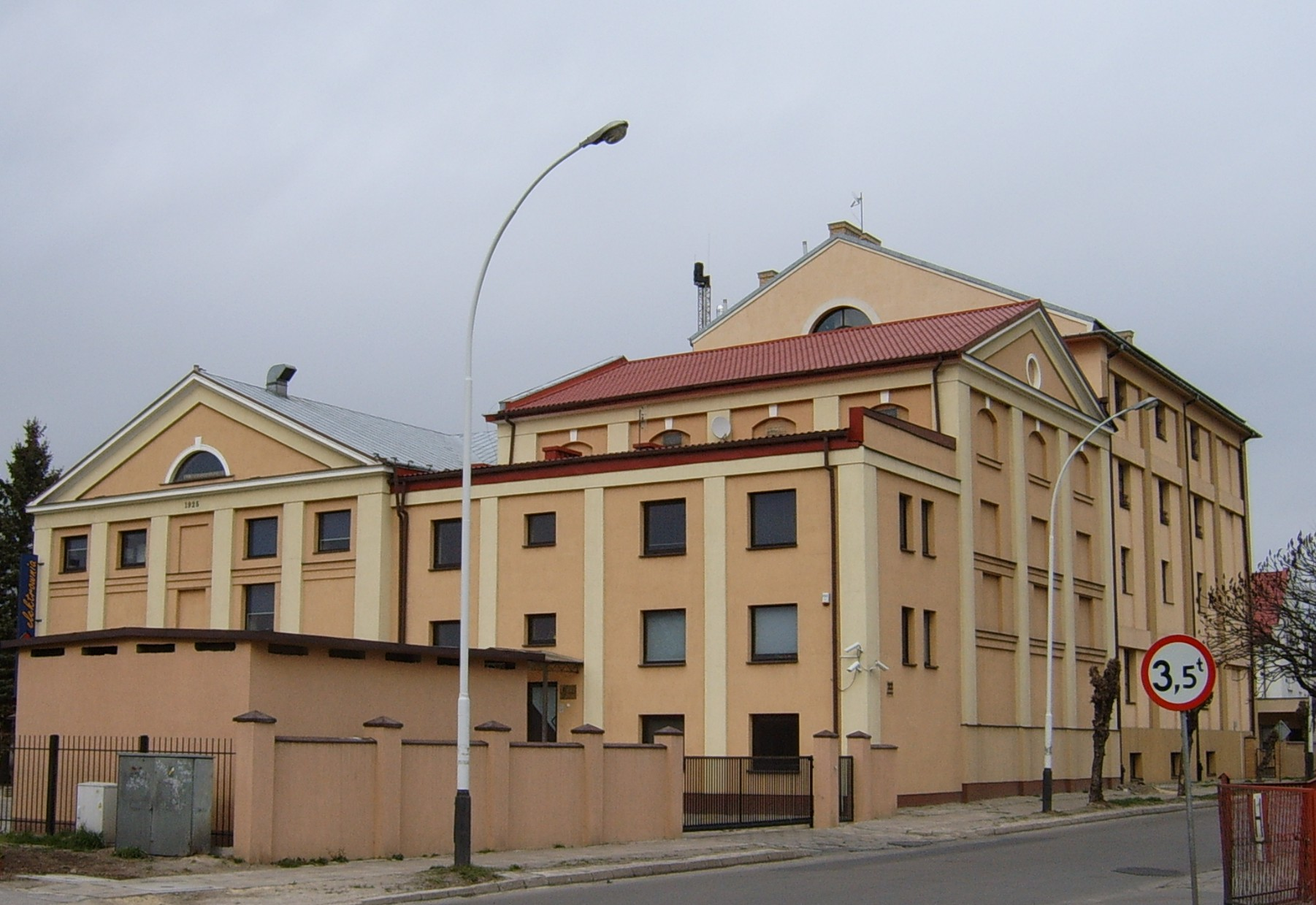
Dawna elektrownia przy ul. H. Sienkiewicza

Przepływa tędy rzeka Łabuńka, pomiędzy os. Promyk a os. Wiśniowa. Wzdłuż niej, po obu stronach ciągną się chodniki, na których na odcinku od ul. Lipskiej do ul. H. Sienkiewicza, utworzono Bulwar Schwäbisch Hall - Miast Partnerskich Zamościa. Jest tu dostępny również skate park.
Niewielką część powierzchni osiedla zajmują ogrody działkowe oraz tereny zielone (dawny tzw. Małpi Gaj) w pobliżu Starego Miasta oraz wzdłuż Łabuńki.
Większe obiekty handlowe to markety Biedronka i PSS Lux. Wśród usług działają tu także warsztaty motoryzacyjne.

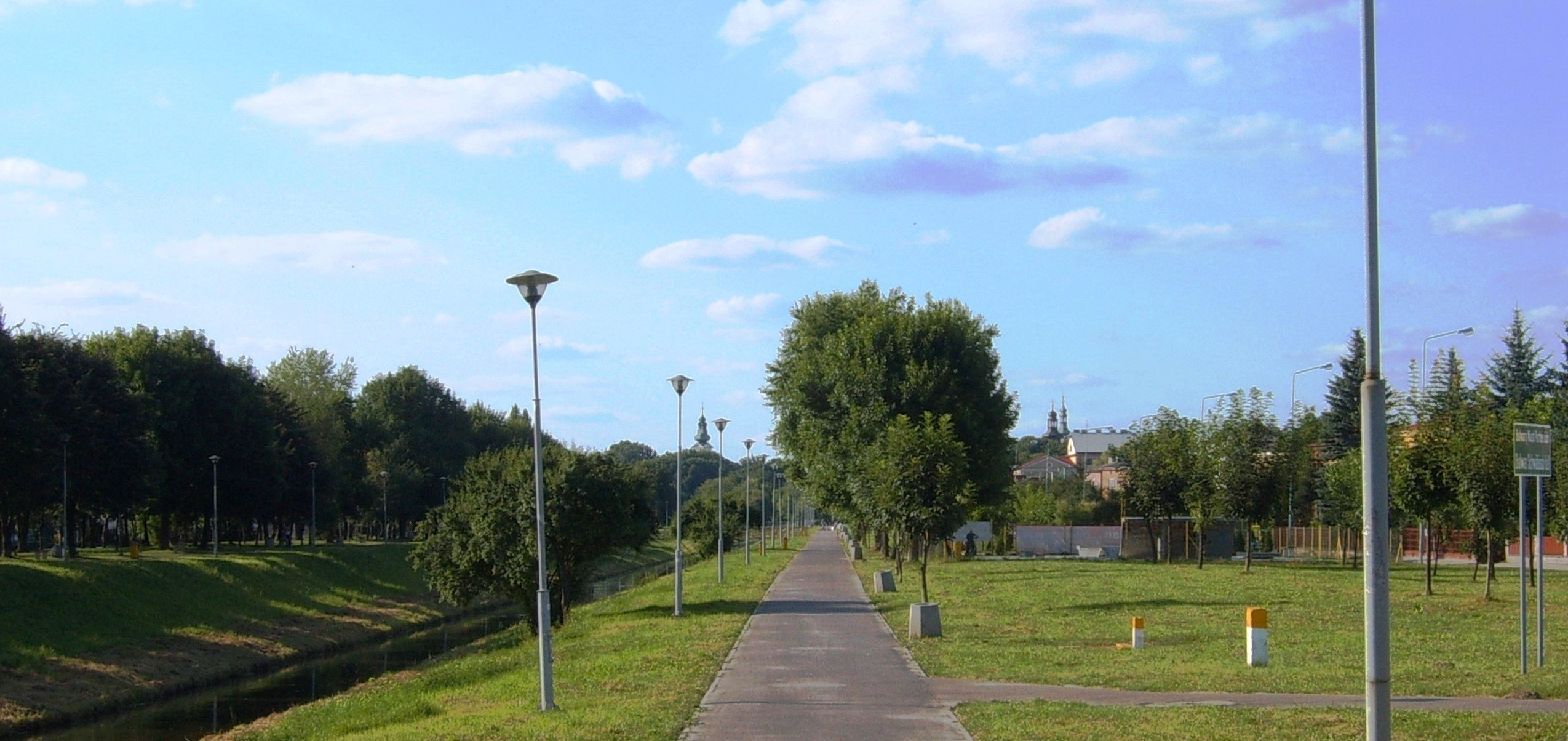
Bulwar Miast Partnerskich - Bulwar Schwäbisch Hall nad Łabuńką

W granicach Osiedla Promyk, jakie sięgają po Stare Miasto, mieści się jeden z zabytków – Nowa Brama Lwowska z XIX wieku, do której dobudowany jest budynek z salą koncertową znanej w Zamościu Orkiestry Symfonicznej (dawniej Polskiej Orkiestry Włościańskiej) im. K. Namysłowskiego. Znajduje się tu także kilka zabytkowych budynków z przełomu XIX i XX wieku, kiedy część tej dzielnicy stanowiła przedmieścia ówczesnego Zamościa. Są to m.in.:
- gmach dawnego banku (do 2017 r. Sąd Okręgowy, od 2020 r. wybrane wydziały Urzędu Miasta Zamość) z lat 20. XX wieku (ul. Partyzantów 10),
- budynek dawnej łaźni miejskiej z 1928 r. (obecnie bank; ul. Partyzantów 12),
- niewielkie, drewniane domy typowe dla przedmieść.